# Trento–Velence-vasútvonal
A Trento–Velence-vasútvonal egy 158 km hosszúságú, normál nyomtávolságú, Maerne és Velence között kétvágányú vasútvonal Trento és Velence között. A vasútvonal Bassano és Velence között 3 kV egyenárammal van villamosítva. Tulajdonosa az RFI, a vonatokat a Trenitalia üzemelteti. A pályára engedélyezett legnagyobb sebesség 120–140 km/h, a vonatok átlagsebessége 50 km/h körüli. A menetidő a két végállomás között 3,5 óra.
A vasútvonal 1918-ig nemzetközi vonal volt az Osztrák–Magyar Monarchia és az Olasz Királyság között, ám a határok módosulásával a teljes vonal Olaszországhoz került.

## Képgaléria

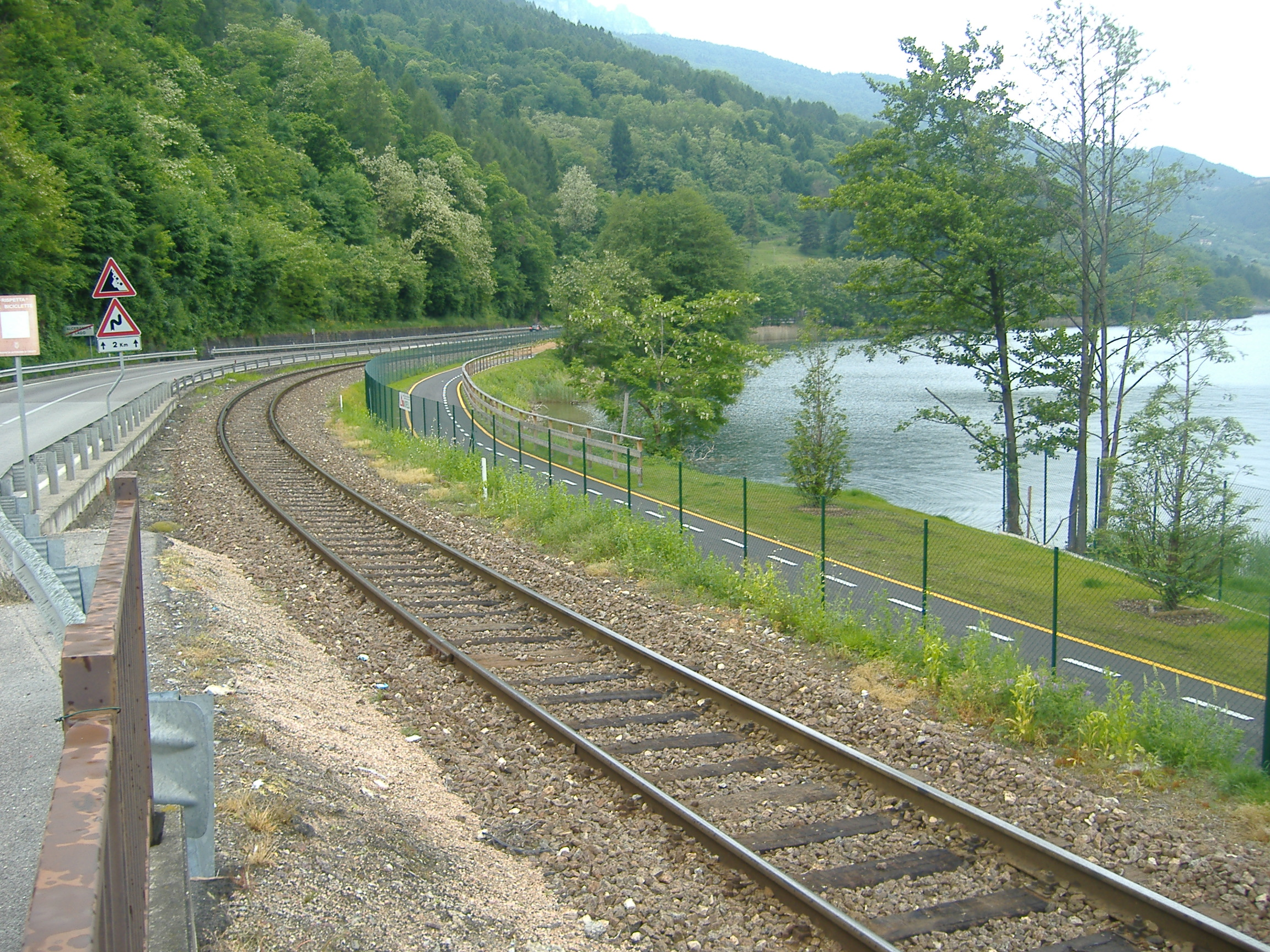
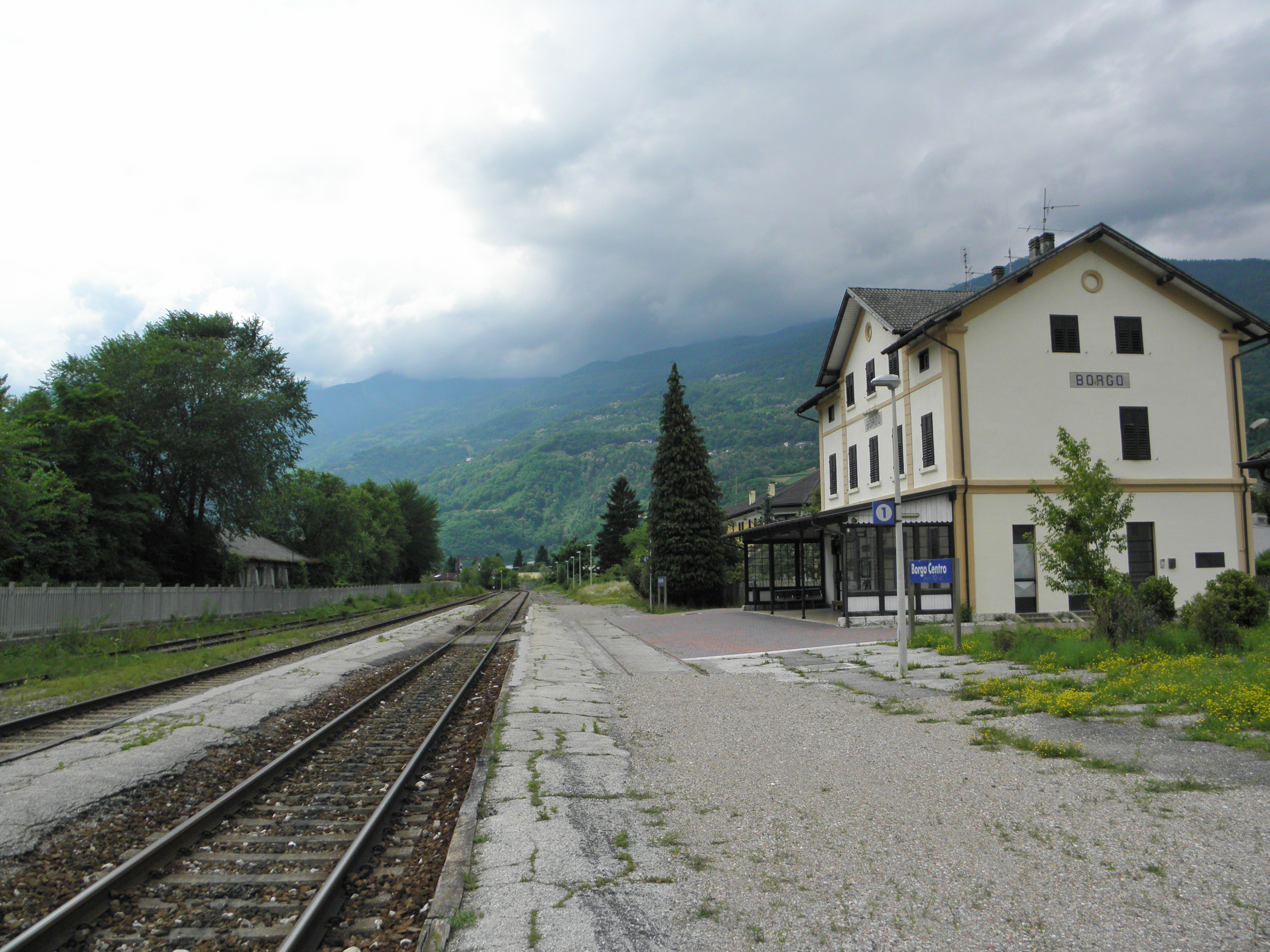
Stazione di Borgo Valsugana Centro
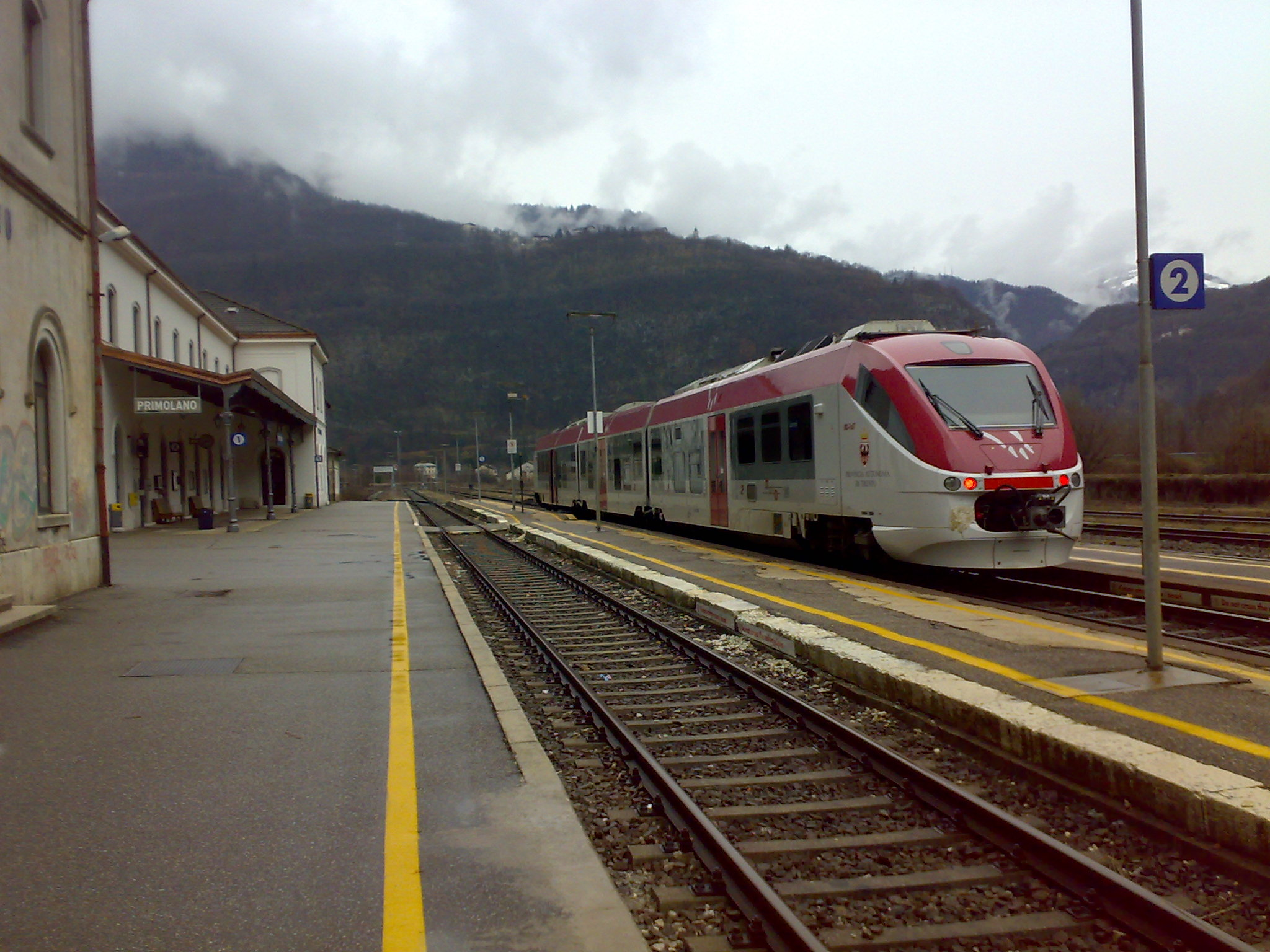
Stazione di Primolano
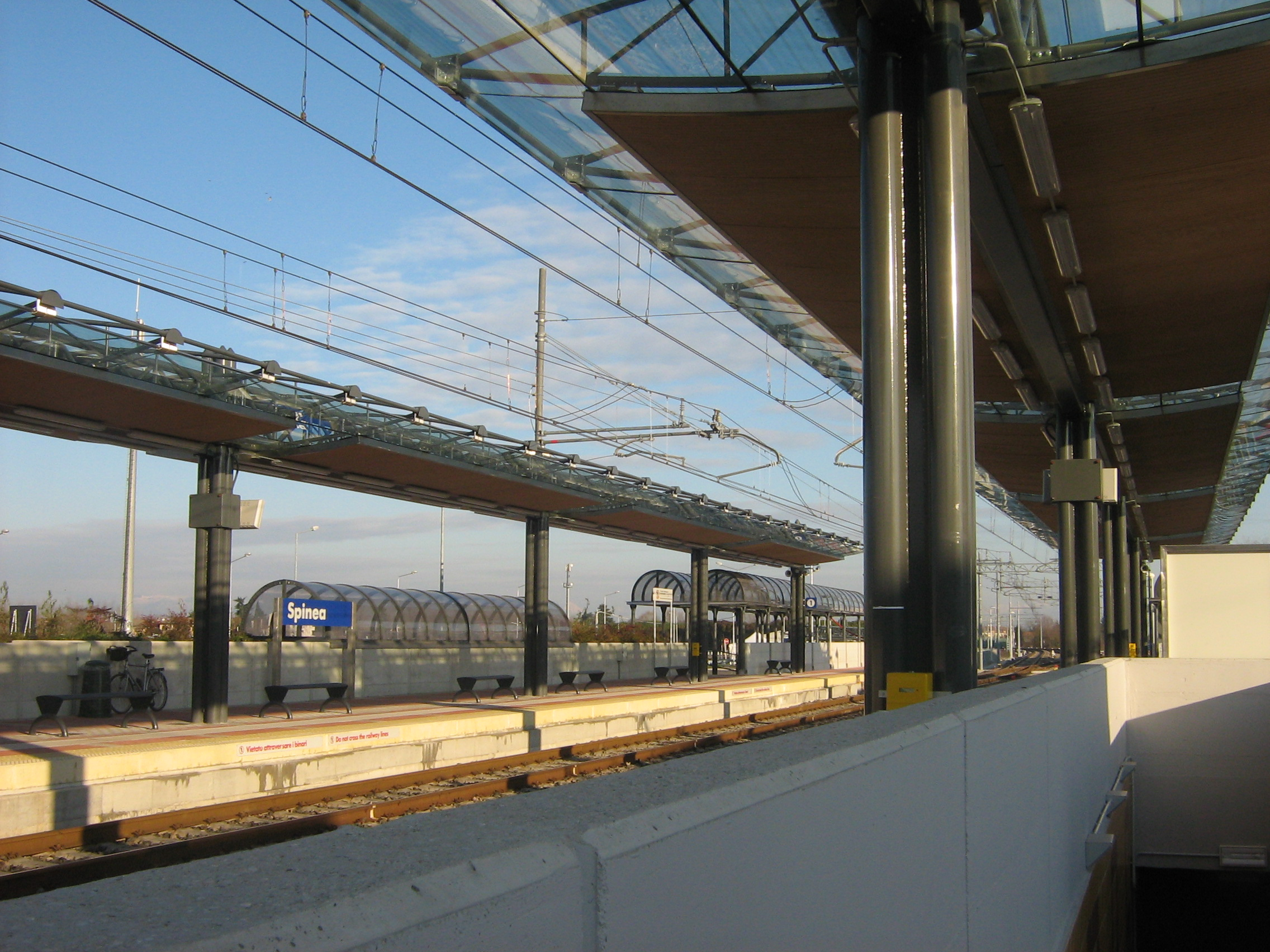
Stazione di Spinea